# Isländische Badmintonmeisterschaft 1958
Die Isländische Badmintonmeisterschaft 1958 fand in Reykjavík statt. Es war die zehnte Auflage der nationalen Titelkämpfe von Island im Badminton.

## Titelträger
| Disziplin    | Sieger                                 |
| ------------ | -------------------------------------- |
| Herreneinzel | Ágúst Bjartmarz                        |
| Dameneinzel  | Hansa Jónsdóttir                       |
| Herrendoppel | Thodir Jónsson Wagner Walbom           |
| Damendoppel  | Ragna Jónsdóttir Rannveig Magnúsdóttir |
| Mixed        | August Bjartmars Hansa Jónsdóttir      |